# Septum pellucidum

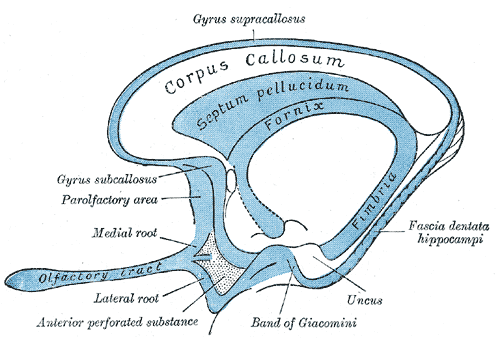
Das Septum pellucidum bildet zwischen Corpus callosum und Fornix die mediale Wand einer Großhirnhemisphäre

Das Septum pellucidum (lateinisch für „durchscheinende Scheidewand“) ist eine anatomische Struktur des Gehirns in der Mitte zwischen den Vorderhörnern der Seitenventrikel beider Großhirnhemisphären. Die überwiegend von Gliazellen gebildete Scheidewand besteht aus zwei Blättern, die sich membranartig zwischen dem Balken (Corpus callosum) und dem Gewölbe (Fornix) ausspannen bis hin zur vorderen Kommissur (Commissura rostralis). Die beiden Septumblätter (Laminae septi pellucidi) bilden jeweils die mediale Hemisphärenwand und so auch die mediale Wand des Vorderhorns eines Seitenventrikels. Zwischen linkem und rechtem Blatt besteht in der Fetalentwicklung noch ein flüssigkeitsführender Hohlraum, das Cavum septi pellucidi.
Das Septum pellucidum und die dem vorderen Bereich benachbarten Septumkerne (Nuclei septales) der Area septalis (Septum verum [praecommissurale]) gehören zum Endhirn (Telencephalon) und werden funktionell zum limbischen System gezählt.
Ein Fehlen des Septums kann isoliert als harmlose Normvariante vorkommen. Pathologisch fehlt das Septum pellucidum bei einem Balkenmangel (Corpus-callosum-Agenesie) oder auch in Kombination mit weiteren Veränderungen, insbesondere am Sehnervensystem im Rahmen einer Septo-optischen Dysplasie.